# Argumentum ad baculum
O apelo à força (da expressão latina: argumentum ad baculum, lit. "argumento do porrete"), é uma falácia em que força e coerção são apresentadas como argumento para se concordar com o autor de uma determinada conclusão. É uma forma de apelo à consequência e ao medo. Pode também ter semelhanças com o apelo à autoridade quando recorre a sua força enquanto autoridade de determinada situação para convencer alguém. O apelo à força pode assumir uma forma não falaciosa, como acontece com as leis.

## Uso do apelo à força
O apelo à força pode ser usado em diversos meios. Em algumas religiões, é usado para tentar convencer pessoas de que é melhor acreditar nela, muitas vezes pregando sofrimento e punições aos descrentes. A existência da ameaça do inferno é um exemplo de apelo à força, principalmente quando a única razão para que se creia em uma divindade, é evitá-lo. A aposta de Pascal é um exemplo de apelo à força usada por religiosos para defender a crença no seu deus. Também pode ser usado em instituições em que uma pessoa detém o poder. Em instituições de educação, o professor pode pressionar seu aluno para que aceite o que diz, ameaçando puni-lo se não o fizer. No trabalho, ela pode ser usada pelo chefe de um funcionário que exige tarefas excessivas para que não seja demitido.

### Estrutura lógica
Uma argumentação baseada no apelo à força assume geralmente seguinte forma:
Se X não aceitar Y, então Z.
Z é um castigo, consequência negativa, para X.
Portanto, Y é verdade.
A falácia está no fato de Y não apresentar nenhuma garantia de que seu argumento é válido para X, convencendo-o apenas pela existência do uso da força em Z.

#### Estrutura lógica aplicada a um exemplo
- Hoje à noite, na reunião, quero que você defenda o meu projeto, se não o fizer, retirarei o seu nome da lista de participantes.

Nesse caso:
O sujeito que está recebendo a informação é X.
O que X deve fazer é defender o projeto do sujeito da frase, exigência Y.
A retirada do nome da lista de participantes do projeto é Z, a consequência negativa.

### Exemplos
- Se você não entregar esse relatório até amanhã, será demitido (quando a exigência é abusiva, na maioria dos países, o trabalhador é protegido disso pela lei com a demissão sem justa causa).
- Se você não acreditar no nosso deus, você irá para o inferno. Por isso, você deve acreditar nele.
- As nossas convicções políticas estão corretas, porque quem descrê nelas é um criminoso e será colocado em um Gulag.
- Siga meu conselho, amigo, senão você vai se arrepender.
- Depois que acontecer o pior, não diga que não avisei.
- Se você sair agora, não poderá mais voltar.
- Você deve votar no meu candidato. Se você fizer isso, dar-lhe-ei uma porção de terra (apelo à força usado pelo coronelismo).

## Uso da força física
A falácia do apelo à força pode ser comparada ao bullying, em especial, quando se defende uma ideia ou quer-se sobrepor pelo uso constante da força física. O uso da força física pode ser usada com esse propósito também fora do bullying, nesse caso, quando faz-se uma exigência clara, que tem como consequência negativa, sofrer agressões físicas.

## Apelo à força não-falacioso
As leis caracterizam o apelo à força não-falacioso porque exigem o seu cumprimento e ameaçam consequências ruins caso isso não seja feito. Uma frase muito comum em anúncios e que é considerada um apelo à força não-falacioso é:
Se você beber e dirigir, será preso.
Você deve evitar a cadeia.
Logo, você não deve dirigir embriagado.
Esse argumento é considerado como não-falacioso porque dirigir embriagado é um risco à segurança e por isso aplica-se punições a quem pratica essa conduta para garantir que a mesma não se reincida.